# Кобалевский, Владимир Лукич
Владимир Лукич Кобалевский (укр. Володимир Лукич Кобалевський; 22 февраля (3 марта) 1892, Павлоград, Екатеринославская губерния — 1978, Харьков) — советский украинский учёный-правовед, специалист в области административного права. Имел учёную степень профессора I категории (1929; доктор юридических наук) и учёное звание профессора (1940). Работал на руководящих должностях в Харьковском институте народного хозяйстве и Харьковском институте коммунального хозяйства.